# Jorge Sebastian Baratteri
Jorge Sebastian Baratteri (Tres Arroyos, 29 ottobre 1977) è un ex calciatore argentino, di ruolo centrocampista.

## Biografia
I suoi bisnonni erano originari di Cuneo.

## Carriera
Dopo le giovanili nell'Huracán de Tres Arroyos e nell'Estudiantes, inizia la sua carriera professionistica con l'Estudiantes, società argentina con cui tra il 1998 ed il 2000 gioca in totale 18 partite nella massima serie argentina, nel corso delle quali segna anche una rete, in una partita vinta per 3-0 contro il Velez Sarsfield. Nel 2001 si trasferisce in Italia, firmando un contratto con la Lodigiani in Serie C1: nel corso della stagione 2001-2002 gioca in totale 5 partite nel campionato di terza serie, per poi trasferirsi a fine anno al Taranto insieme al connazionale (ed ex compagno di squadra anche nell'Estudiantes) Gonzalo Norberto Pavone. Con i pugliesi (impegnati nel campionato di Serie C1) nell'arco della stagione 2002-2003 non scende mai in campo in partite ufficiali.
Nell'estate del 2003 scende di categoria e si accasa alla Maceratese, società di Serie D, categoria con cui nell'arco della stagione 2003-2004 segna 3 reti in 13 presenze, per poi trasferirsi a dicembre 2003 alla Pergolese, squadra marchigiana di Eccellenza, con cui segna una rete in 11 presenze e vince il campionato, ottenendo la promozione in Serie D. Successivamente viene riconfermato per la stagione 2004-2005, nella quale segna 2 reti in 25 presenze in Serie D, con la squadra che si classifica al terzo posto nel proprio girone giocando (e perdendo, contro l'Orvietana) i play-off; nella stagione 2005-2006 è ancora alla Pergolese, con cui gioca altre 4 partite in Serie D. Dal 2006 al 2008 gioca invece nel Fossombrone, nel campionato marchigiano di Eccellenza.
Nella stagione 2008-2009 torna a giocare in Serie D, nel Fano, con cui gioca una partita per poi essere ceduto a novembre al Piano San Lazzaro in Eccellenza; successivamente a fine stagione viene nuovamente tesserato dal Fano per disputare la stagione 2009-2010, nella quale torna dopo sei anni a giocare fra i professionisti, in Lega Pro Seconda Divisione: chiude il campionato con 2 reti (le sue prime in campionati professionistici in Italia) in 29 presenze, 27 in campionato e 2 nei play-out, al termine dei quali il Fano evita la retrocessione. Nel 2010 si accasa al Todi, in Serie D: nella stagione 2010-2011 segna una rete in 19 presenze, nella stagione 2011-2012 una rete in 30 presenze e nella Serie D 2012-2013 3 reti in 27 presenze.
Nel 2013 lascia dopo tre anni il Todi, con un bilancio complessivo di 76 presenze e 5 reti in partite di campionato; si accasa al Subasio, formazione umbra con cui nella stagione 2014-2015 gioca in Eccellenza.

## Palmarès

### Club

#### Competizioni regionali
- Eccellenza: 1

Pergolese: 2003-2004